# Sandrine Rousseau
Sandrine Rousseau (Maisons-Alfort, 8 marzo 1972) è un'economista e politica francese, che dal 2022 rappresenta il 9° collegio elettorale di Parigi all'Assemblea nazionale. Membro di Europe Ecologie Les Verts (EELV), è stata considerata come una figura di spicco del movimento francese MeToo contro la violenza sessuale; si descrive come un'eco-femminista.
Rousseau è stata in precedenza vicepresidente dell'Università di Lilla.

## Biografia
Nata a Maisons-Alfort (Val-de-Marne), Sandrine Rousseau è cresciuta a Nieul-sur-Mer (Charente-Maritime), in una famiglia impegnata politicamente nella sinistra.  I suoi genitori sono ispettori fiscali.. Suo padre, Yves Rousseau, è stato un attivista socialista e sindaco di Nieul-sur-Mer dal 2001 al 2008,  sua madre è “molto coinvolta nella Confederazione democratica francese del lavoro (CFDT)”. Ha un fratello.
Stabilitasi nel Nord-Pas-de-Calais per i suoi studi dal 1995, Sandrine Rousseau vi proseguirà la sua carriera accademica e politica. Villeneuve-d'Ascq e poi Lilla sono le sue città adottive. Ha studiato all'Università di Poitiers prima di entrare all'Università di Lilla. È entrata a far parte di Chiche, un'unione studentesca, e di SNESUP, l'unione nazionale dell'istruzione superiore.
Nel 2002, ha conseguito il dottorato in economia per una tesi dal titolo "Economia e ambiente, un'analisi regolamentare della rendita ambientale", che affronta le relazioni sociali con l'ambiente e il loro impatto sul processo di accumulazione.

## Carriera accademica
Dal 2003, è docente di economia all'Università di Lilla e docente-ricercatrice presso il Centro di studi e ricerche sociologiche ed economiche (CLERSÉ).. Le sue aree di ricerca riguardano l'ambiente, la responsabilità sociale d'impresa e il lavoro domestico.
Insegna corsi presso l'Istituto di Studi Politici di Lilla, incentrati sulle disuguaglianze sociali e ambientali.

### Responsabilità amministrative
Nel 2008 è diventata vicepresidente responsabile della vita universitaria, sviluppo sostenibile e uguaglianza di genere all'università. Esercita queste funzioni prima all'interno dell'Università Lilla-I e poi, in seguito alla fusione di questa con le università Lilla-II e Lilla-III nel 2018, dell'Università di Lilla all'interno di un team di 19 vicepresidenti, ciascuno dei quali è associato a un'area specifica. Non si candida alla rielezione al termine del suo mandato il 31 dicembre 2021.

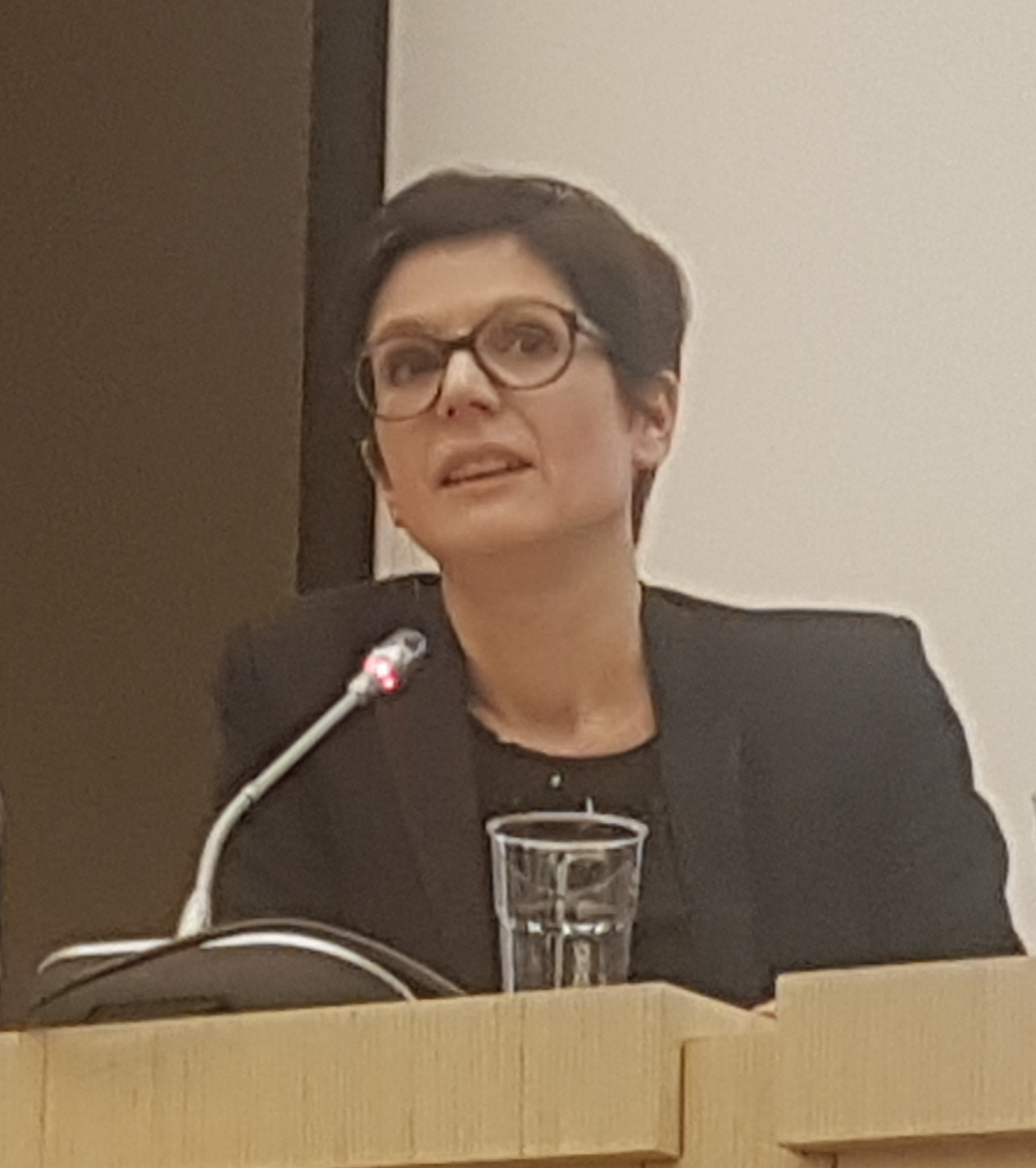
Sandrine Rousseau nel 2019

Nelle azioni che vi avvia o sostiene c'è in particolare la realizzazione di progetti “natura” per ripristinare gli ecosistemi dei campus e orti partecipativi per studenti, docenti e personale dell'ateneo o anche la fornituram gratuita di biciclette per attraversare i campus  e l'apertura di una Maison du vélo presso la Cité Scientifique. In termini di uguaglianza di genere, sostiene il progetto "Università con una grande Elle", che mette in luce le donne che hanno fatto l'Università di Lilla,  la ridenominazione di diverse aule a donne dopo un voto studentesco, ma anche la lotta alla violenza attraverso l'organizzazione di eventi culturali e di sensibilizzazione (Les Monologues du vagina, delle Settimane dell'uguaglianza), l'istituzione di referenti per "violenza sessista e abusi sessuali" nei movimenti studenteschi, laboratori di autodifesa verbale  o per dirigere unità anti-molestie.
Si è dichiarata candidata alla direzione dell'Istituto di Studi Politici di Lilla nel gennaio 2019 proponendo un programma ecologico e sociale all'interno della scuola.  Non ce l'ha fatta il 19 gennaio contro l'ex direttore Pierre Mathiot, con 8 voti contro 21 di cui - secondo lei - due contro Olivier Duhamel e Gérald Darmanin. Ha quindi preso di mira il capo dell'Istituto regionale di amministrazione di Lilla: Gérald Darmanin, ministro responsabile dell'Istituto, ha rifiutato la sua candidatura.
Nel marzo 2020, è stata eletta presidente della Conferenza permanente dei funzionari per l'uguaglianza e la diversità (CPED), che riunisce novantaquattro istituti pubblici di istruzione superiore e di ricerca intorno alle politiche di uguaglianza e diversità.

### Autrice di romanzi gialli
Sandrine Rousseau è anche autrice di due romanzi gialli. Nel 2007, il suo primo thriller si intitola Épluchures à la lilloise. Un ispettore molto strano conduce le indagini. Nel 2009 ha pubblicato Cosa fa piangere i poliziotti?. Le presenta come "due rape" di cui non va fiera.

## Carriera politica
Rousseau si è candidata alle elezioni regionali francesi del 2010 per la regione del Nord-Pas-de-Calais, al terzo posto nella lista del Nord. In seguito ad una fusione delle liste di sinistra, è stata eletta al secondo turno nella lista unita guidata da Daniel Percheron. È stata nominata vicepresidente del Consiglio regionale del Nord-Pas-de-Calais, responsabile della ricerca e dell'istruzione superiore.

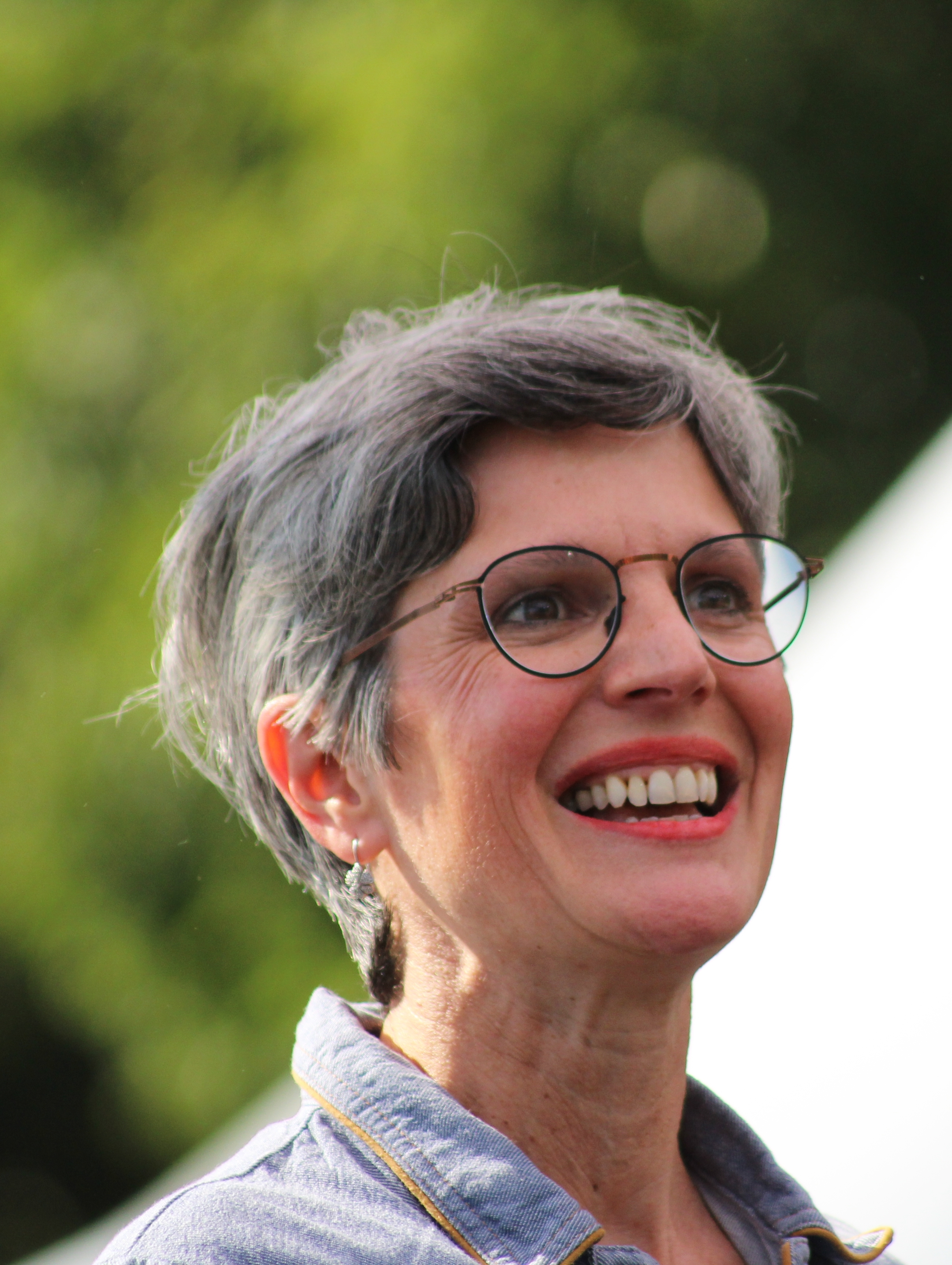
Sandrine Rousseau nelle giornate d'estate degli ecologisti nell'agosto 2021 a Poitiers

Dal 2011 Rousseau ha fatto parte della leadership nazionale dell'EELV, sotto la presidenza di Cécile Duflot.
Nel 2021, Rousseau si è candidata per le primarie aperte organizzate da Europe Ecologie Les Verts per le elezioni presidenziali francesi del 2022. Si è qualificata per il secondo round, ma ha perso contro Yannick Jadot. Successivamente si è unita al team della campagna di Jadot, ma, entro marzo 2022, le è stato chiesto di andarsene di nuovo dopo aver espresso forti critiche alla strategia della campagna.
Durante le elezioni legislative francesi del 2022, Rousseau è stata eletta deputato dell'Assemblea nazionale per il 9° collegio elettorale di Parigi, come membro della Nuova Unione popolare ecologica e sociale. In Parlamento, da allora è stata membro della commissione per gli affari sociali.

## Vita privata
Era sposata con un economista da cui ha divorziato. È madre di tre figli, nati prima dell'inizio della sua carriera politica nel 2009; sostiene che il futuro dei suoi figli è per lei una forte motivazione a voler agire. Nel 2021 ha dichiarato di avere un compagno.